# Hrachovište
Hrachovište (en allemand : Hrachowitz ; en hongrois : Borsós) est un village du district de Nové Mesto nad Váhom, dans la région de Trenčín, en Slovaquie.

## Histoire
La première mention écrite du village date de 1392.

## Démographie

### Évolution de la population
| Année:               | 1994. | 2004.   | 2014.   | 2024.    |
| -------------------- | ----- | ------- | ------- | -------- |
| Nombre de personnes: | 666   | 694     | 720     | 644      |
| Différence:          |       | +4,20 % | +3,74 % | -10,55 % |

| Année:               | 2023. | 2024.   |
| -------------------- | ----- | ------- |
| Nombre de personnes: | 643   | 644     |
| Différence:          |       | +0,15 % |